# Sajószentpéter
Sajószentpéter é uma cidade da Hungria, situada no condado de Borsod-Abaúj-Zemplén. Tem 34,85 km² de área e sua população em 2019 foi estimada em 11.679 habitantes.